# Paolo Cannavaro
Paolo Cannavaro (Napoli, 26 giugno 1981) è un allenatore di calcio ed ex calciatore italiano, di ruolo difensore.

## Biografia
È fratello minore di Fabio, allenatore ed ex calciatore nonché capitano della nazionale di calcio dell'Italia. Nel 2002 ha preso parte ad una puntata della soap opera Un posto al sole insieme ad altri ex calciatori del Napoli come Benito Carbone e Ferdinando Coppola.

### Vita privata
Dal 2003 è sposato con Cristina Martino ed ha due maschi di nome Manuel e Adrian (chiamato così in onore di Adrian Mutu, compagno di squadra di Paolo al Parma e al Verona) entrambi cresciuti nel settore giovanile del Sassuolo (il primo è nato nel 2002 e attualmente gioca nel Casalnuovo in Serie D come centrocampista mentre il secondo è nato nel 2004 e gioca come difensore nel Novara in Serie C) nonché una figlia, 

### Controversie
Coinvolto nello scandalo italiano del calcioscommesse del 2011 insieme al compagno Gianluca Grava dalle dichiarazioni dell'ex compagno di squadra Matteo Gianello, il 26 ottobre 2012 viene deferito dal procuratore federale Stefano Palazzi per omessa denuncia in relazione alla partita Sampdoria-Napoli (1-0) del 2010. Il 10 dicembre 2012 il PM Stefano Palazzi chiede per lui 9 mesi di squalifica per omessa denuncia, ma il 18 dicembre la Commissione Disciplinare della FIGC lo condanna a 6 mesi di stop. Il 17 gennaio 2013 la Corte di Giustizia Federale lo assolve dalle accuse e gli revoca la squalifica.
Il 24 febbraio 2015 viene condannato in primo grado a 6 mesi per aver violato i sigilli della villa di Posillipo insieme al fratello e alla cognata, condannati rispettivamente a 10 e 4 mesi.

## Caratteristiche tecniche
Difensore centrale in una difesa a quattro giocatori o a tre. Fisicamente più impostato del fratello Fabio, cosa che però gli precludeva lo stesso dinamismo durante le marcature. Dimostrava comunque una buona sicurezza nel guidare la difesa.

## Carriera

### Giocatore

#### Club

##### Gli Inizi
Cannavaro percorre l'intera trafila delle giovanili del Napoli, e nella stagione 1998-1999 entra in prima squadra, dove fa il suo esordio in Serie B a Verona contro il Verona il 6 giugno 1999, a 17 anni. Nella successiva annata, a causa di problemi economici della società, si trasferisce al Parma che lo acquista insieme al portiere Alfonso De Lucia per 2 miliardi e mezzo di lire.

##### Parma ed Hellas Verona
In Emilia raggiunge il fratello Fabio, leader dei gialloblu e della Nazionale Italiana. Fa il suo esordio in Serie A sostituendo quest'ultimo in Parma-Lecce (terminato 4-1 per i gialloblu) il 14 maggio 2000. Nella stagione 2000-2001 fa il suo esordio nelle coppe europee, nella Coppa UEFA sostituendo il fratello Fabio nella partita vinta 4-0 coi macedoni del Pobeda.

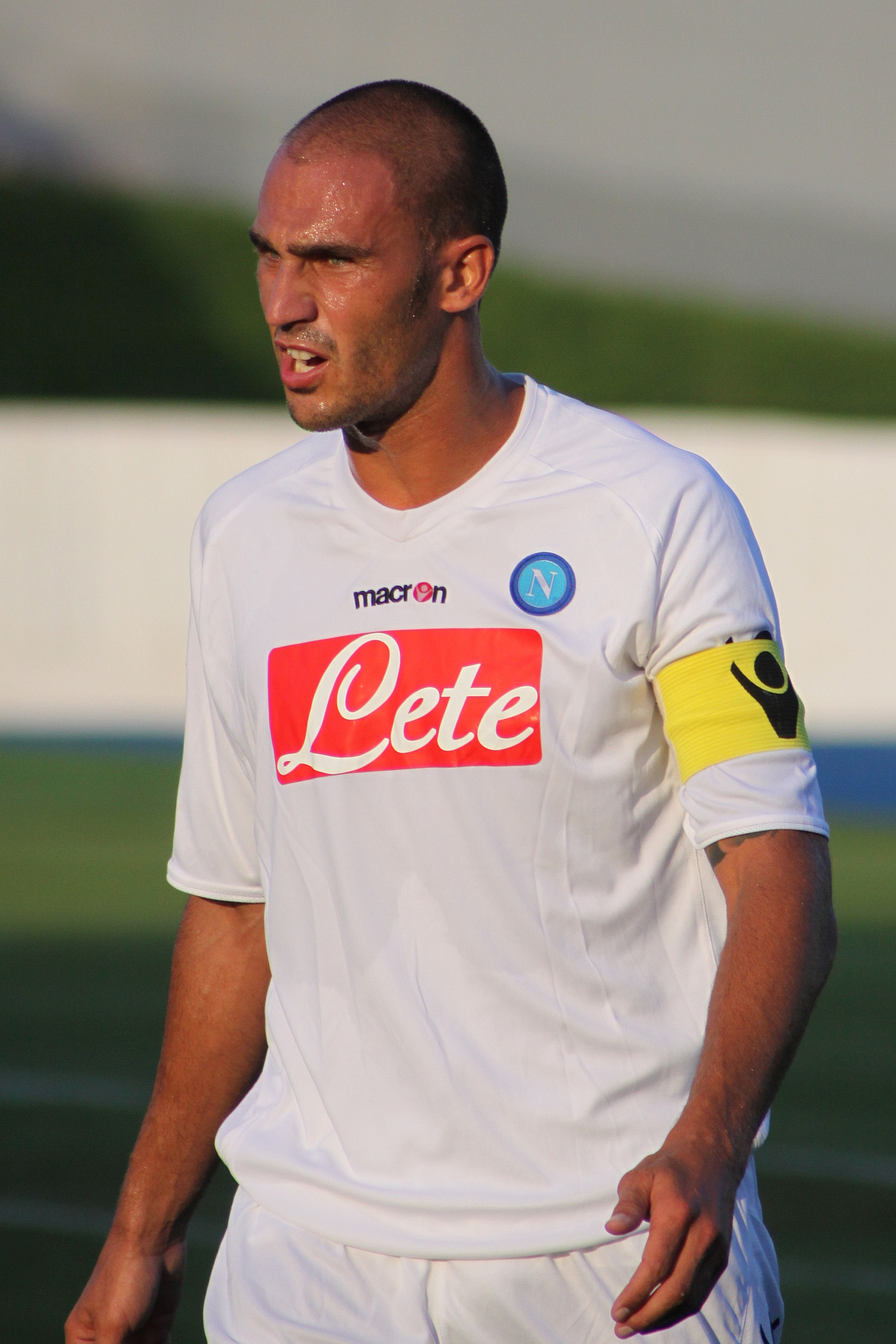
Cannavaro al Napoli nel 2009

Dopo due anni a Parma con poche presenze, va in prestito al Verona su richiesta del suo ex allenatore Alberto Malesani, passato ad allenare la squadra di Verona. Con la maglia scaligera nella stagione 2001-2002 totalizza 24 presenze e il suo primo gol in Serie A (a Milano contro il Milan, come fece suo fratello otto anni prima).
L'anno successivo torna a Parma dove trascorre altre due stagioni con molta panchina (2002-2003, 2003-2004), poco considerato dall'allenatore Cesare Prandelli. Nella stagione 2004-2005 è titolare sotto la guida tecnica di Pietro Carmignani. Il 18 gennaio 2006 realizza contro il Palermo con un destro a giro da 20 metri trovando il "sette" della porta difesa da Cristiano Lupatelli.
A fine stagione firma un contratto quinquennale che lo lega di nuovo alla squadra della sua città, il Napoli.

##### Napoli
(Paolo Cannavaro)
Nella stagione 2006-2007 in serie B contribuisce alla promozione del Napoli in Serie A giocando 39 partite realizzando 2 gol, formando con Maurizio Domizzi e Rubén Maldonado il terzetto titolare della difesa che a fine stagione è la meno battuta del campionato.
Nello stesso anno in coppa Italia segna il suo primo gol con la maglia del Napoli in rovesciata alla Juventus a pochi secondi dalla fine del match, che permette al Napoli di pareggiare e raggiungere i calci di rigore vinti 8-7.
Nella stagione 2007-2008 fa il suo esordio in Serie A col Napoli, collezionando 34 presenze a volte da capitano. Nella stagione successiva, 2008-2009, confermato al centro della difesa partenopea, diventa capitano della squadra esordendo titolare nelle coppe europee con la maglia azzurra, prima in Intertoto nella trasferta vittoriosa in Grecia 0-1 col Panionios, poi in coppa UEFA nella vittoria in trasferta 0-3 col Vllaznia.
Nella stagione 2009-2010 (il 28 marzo 2010) segna il primo gol in Serie A con la maglia azzurra, nella vittoria col Catania al San Paolo. In questa stagione il suo allenatore lo reputa come uno dei migliori difensori del torneo. Comincia la stagione 2010-2011 realizzando il suo secondo gol in Serie A, contro il Bari al San Paolo nella partita pareggiata 2-2. Il 17 febbraio 2011 rinnova il contratto col Napoli fino al 2015.
Nella stagione 2011-2012, il 14 settembre 2011, esordisce in UEFA Champions League da titolare nella partita in trasferta col Manchester City, finita 1-1. Gioca titolare sette partite su otto disputate dal Napoli in competizione saltandone una per squalifica per somma di ammonizioni. Il 24 settembre 2011 con la Fiorentina raggiunge le 200 partite con la maglia azzurra. Il 20 maggio 2012 vince da capitano la Coppa Italia in finale a Roma con la Juventus, ottenendo il primo trofeo della carriera. Titolare nella stagione 2012-2013, che vede il Napoli perdere la supercoppa italiana e arrivare al secondo posto in campionato, il 17 febbraio con la Sampdoria eguaglia a quota 261 presenze con la maglia dei partenopei Ottavio Bugatti entrando nella top-10 dei giocatori con più presenze nella storia del club, confermandosi come uno dei migliori difensori del campionato.
Nella stagione 2013-2014 col nuovo allenatore Rafael Benítez, successore di Walter Mazzarri alla guida dei partenopei, gli spazi nella squadra titolare si riducono progressivamente. Dopo aver collezionato 4 presenze stagionali, tutte in campionato, il 31 gennaio 2014 si trasferisce in prestito con diritto di riscatto al Sassuolo. 
Lascia la società partenopea dopo 7 stagioni e mezza in cui ha collezionato 276 presenze (più 2 nella precedente esperienza 1998-1999) con 9 gol realizzati, collocandosi tra i giocatori con più presenze nella storia del club.

##### Sassuolo e ritiro
Esordisce con la nuova maglia il 2 febbraio nella partita interna persa con l'Hellas Verona (1-2), da capitano. Colleziona 16 presenze in campionato, che si conclude con salvezza degli emiliani e riscatto del suo cartellino da parte della società neroverde.
Diventa uno dei pilastri della squadra, tornando anche a disputare l'Europa League durante la stagione 2016-17. Nella stessa stagione realizza la sua unica rete con i neroverdi, nella sconfitta casalinga per 1-3 con la Roma.
Il 22 giugno 2017 prolunga il suo rapporto con il Sassuolo fino al 30 giugno 2018.
Il 28 dicembre 2017 comunica la sua intenzione di smettere col calcio giocato, con sei mesi d'anticipo rispetto alla scadenza naturale del suo contratto, per affiancare il fratello, Fabio, alla conduzione tecnica del Guangzhou, in Cina.

#### Nazionale

##### Nazionale Under-21
Cannavaro esordisce con gli azzurrini il 12 febbraio 2002 in amichevole con gli Stati Uniti a Messina vinta 2-0. Successivamente disputa tutte le partite del girone di qualificazione e conquista l'accesso alla fase finale degli europei.
Il 17 maggio 2002 inizia l'Europeo under-21 2002 e Cannavaro parte titolare nell'Italia che pareggia all'esordio 1-1 col Portogallo. Nelle successive partite (con Cannavaro in panchina) gli azzurrini vincono 2-1 con l'Inghilterra e pareggiano 0-0 con la Svizzera. In semifinale gioca titolare nella partita persa 3-2 ai supplementari con la Rep. Ceca. Cannavaro disputa le partite di qualificazione all'Europeo Under-21 2004, ma nonostante venga convocato nei 23 non disputa nessuna gara, poiché viene sostituito prima della partenza da Alessandro Gamberini a causa di scarsa forma fisica per infortunio.

##### Nazionale maggiore
Il 13 ottobre 2007 riceve la sua prima e unica convocazione in Nazionale maggiore dal CT Roberto Donadoni per l'amichevole col Sudafrica del 17 ottobre successivo, senza fare ingresso in campo.

### Allenatore

#### Gli inizi
Appena ritiratosi, Cannavaro si unisce come collaboratore tecnico allo staff del fratello Fabio al Guangzhou, nella massima serie cinese, assumendo al contempo l'incarico di allenatore della squadra riserve.
Il 27 settembre 2018, ottiene la qualifica UEFA A, che abilita ad allenare tutte le formazioni giovanili e le prime squadre fino alla Serie C, nonché alla posizione di allenatore in seconda in Serie B e Serie A. Nell'agosto del 2021, inizia il corso per la licenza UEFA Pro, il massimo livello formativo per un allenatore, che infine ottiene nell'ottobre del 2022.
Il 21 settembre 2022, viene ingaggiato come vice del fratello Fabio sulla panchina del Benevento, in Serie B. Il 4 febbraio 2023, entrambi i fratelli vengono esonerati dal club giallorosso.
Il 22 aprile 2024, viene ingaggiato di nuovo come vice del fratello, questa volta all'Udinese, in Serie A. Anche se la squadra riesce a conquistare la salvezza in campionato all'ultima giornata, l'8 giugno seguente il club friulano comunica che Cannavaro e il resto dello staff non saranno confermati per la stagione seguente.

#### Pro Vercelli
Il 29 giugno 2024, Cannavaro viene ingaggiato come nuovo tecnico della Pro Vercelli, in Serie C, ottenendo così il suo primo incarico da allenatore di una prima squadra. Al debutto ha la meglio sulla Lucchese nel primo turno di Coppa Italia Serie C (1-0 dopo i supplementari). Si dimette il 28 novembre, insieme al vice Rolando Bianchi, all’indomani della sconfitta in Coppa Italia contro la Giana Erminio (3-0) e con la squadra diciottesima in classifica.

## Statistiche

### Presenze e reti nei club
| Stagione        | Squadra         | Campionato      | Campionato | Campionato | Coppe nazionali | Coppe nazionali | Coppe nazionali | Coppe continentali | Coppe continentali | Coppe continentali | Altre coppe | Altre coppe | Altre coppe | Totale | Totale |
| Stagione        | Squadra         | Comp            | Pres       | Reti       | Comp            | Pres            | Reti            | Comp               | Pres               | Reti               | Comp        | Pres        | Reti        | Pres   | Reti   |
| --------------- | --------------- | --------------- | ---------- | ---------- | --------------- | --------------- | --------------- | ------------------ | ------------------ | ------------------ | ----------- | ----------- | ----------- | ------ | ------ |
| 1998-1999       | Napoli          | B               | 2          | 0          | CI              | 0               | 0               | -                  | -                  | -                  | -           | -           | -           | 2      | 0      |
| 1999-2000       | Parma           | A               | 1          | 0          | CI              | 0               | 0               | UCL+CU             | 0                  | 0                  | SI          | 0           | 0           | 1      | 0      |
| 2000-2001       | Parma           | A               | 4          | 0          | CI              | 3               | 0               | CU                 | 4                  | 0                  | -           | -           | -           | 11     | 0      |
| 2001-2002       | Verona          | A               | 24         | 1          | CI              | 2               | 0               | -                  | -                  | -                  | -           | -           | -           | 26     | 1      |
| 2002-2003       | Parma           | A               | 14         | 0          | CI              | 2               | 0               | CU                 | 0                  | 0                  | SI          | 0           | 0           | 16     | 0      |
| 2003-2004       | Parma           | A               | 16         | 0          | CI              | 4               | 0               | CU                 | 6                  | 0                  | -           | -           | -           | 26     | 0      |
| 2004-2005       | Parma           | A               | 28+2       | 1          | CI              | 1               | 0               | CU                 | 12                 | 0                  | -           | -           | -           | 43     | 1      |
| 2005-2006       | Parma           | A               | 29         | 3          | CI              | 2               | 0               | -                  | -                  | -                  | -           | -           | -           | 31     | 3      |
| Totale Parma    | Totale Parma    | Totale Parma    | 92+2       | 4          |                 | 12              | 0               |                    | 22                 | 0                  |             | 0           | 0           | 128    | 4      |
| 2006-2007       | Napoli          | B               | 39         | 2          | CI              | 4               | 1               | -                  | -                  | -                  | -           | -           | -           | 43     | 3      |
| 2007-2008       | Napoli          | A               | 34         | 0          | CI              | 5               | 0               | -                  | -                  | -                  | -           | -           | -           | 39     | 0      |
| 2008-2009       | Napoli          | A               | 30         | 0          | CI              | 1               | 0               | Int.+CU            | 2+4                | 0                  | -           | -           | -           | 36     | 0      |
| 2009-2010       | Napoli          | A               | 33         | 1          | CI              | 1               | 0               | -                  | -                  | -                  | -           | -           | -           | 34     | 1      |
| 2010-2011       | Napoli          | A               | 32         | 2          | CI              | 1               | 0               | UEL                | 7                  | 0                  | -           | -           | -           | 40     | 2      |
| 2011-2012       | Napoli          | A               | 32         | 2          | CI              | 5               | 0               | UCL                | 7                  | 0                  | -           | -           | -           | 44     | 2      |
| 2012-2013       | Napoli          | A               | 32         | 1          | CI              | 0               | 0               | UEL                | 2                  | 0                  | SI          | 1           | 0           | 35     | 1      |
| 2013-gen. 2014  | Napoli          | A               | 4          | 0          | CI              | 0               | 0               | UCL                | 0                  | 0                  | -           | -           | -           | 4      | 0      |
| Totale Napoli   | Totale Napoli   | Totale Napoli   | 238        | 8          |                 | 17              | 1               |                    | 22                 | 0                  |             | 1           | 0           | 278    | 9      |
| gen.-giu. 2014  | Sassuolo        | A               | 16         | 0          | CI              | 0               | 0               | -                  | -                  | -                  | -           | -           | -           | 16     | 0      |
| 2014-2015       | Sassuolo        | A               | 25         | 0          | CI              | 1               | 0               | -                  | -                  | -                  | -           | -           | -           | 26     | 0      |
| 2015-2016       | Sassuolo        | A               | 31         | 0          | CI              | 1               | 0               | -                  | -                  | -                  | -           | -           | -           | 32     | 0      |
| 2016-2017       | Sassuolo        | A               | 18         | 1          | CI              | 0               | 0               | UEL                | 7                  | 0                  | -           | -           | -           | 25     | 1      |
| ago.-dic. 2017  | Sassuolo        | A               | 19         | 0          | CI              | 2               | 0               | -                  | -                  | -                  | -           | -           | -           | 21     | 0      |
| Totale Sassuolo | Totale Sassuolo | Totale Sassuolo | 109        | 1          |                 | 4               | 0               |                    | 7                  | 0                  |             | -           | -           | 120    | 1      |
| Totale carriera | Totale carriera | Totale carriera | 463+2      | 14         |                 | 35              | 1               |                    | 51                 | 0                  |             | 1           | 0           | 552    | 15     |

### Statistiche da allenatore
Statistiche aggiornate al 27 novembre 2024.
| Stagione        | Squadra         | Campionato      | Campionato | Campionato | Campionato | Campionato | Coppe nazionali | Coppe nazionali | Coppe nazionali | Coppe nazionali | Coppe nazionali | Coppe continentali | Coppe continentali | Coppe continentali | Coppe continentali | Coppe continentali | Altre coppe | Altre coppe | Altre coppe | Altre coppe | Altre coppe | Totale | Totale | Totale | Totale | % Vittorie | Piazzamento |
| Stagione        | Squadra         | Comp            | G          | V          | N          | P          | Comp            | G               | V               | N               | P               | Comp               | G                  | V                  | N                  | P                  | Comp        | G           | V           | N           | P           | G      | V      | N      | P      | %          | Piazzamento |
| --------------- | --------------- | --------------- | ---------- | ---------- | ---------- | ---------- | --------------- | --------------- | --------------- | --------------- | --------------- | ------------------ | ------------------ | ------------------ | ------------------ | ------------------ | ----------- | ----------- | ----------- | ----------- | ----------- | ------ | ------ | ------ | ------ | ---------- | ----------- |
| lug.-nov. 2024  | Pro Vercelli    | C               | 16         | 4          | 3          | 9          | CI-C            | 3               | 1               | 1               | 1               | -                  | -                  | -                  | -                  | -                  | -           | -           | -           | -           | -           | 19     | 5      | 4      | 10     | 26,32      | Dimiss.     |
| Totale carriera | Totale carriera | Totale carriera | 16         | 4          | 3          | 9          |                 | 3               | 1               | 1               | 1               |                    | -                  | -                  | -                  | -                  |             | -           | -           | -           | -           | 19     | 5      | 4      | 10     | 26,32      |             |

## Palmarès

### Giocatore

#### Club

##### Competizioni nazionali
- Coppa Italia: 1

Napoli: 2011-2012

#### Individuale
- Premio nazionale Andrea Fortunato categoria calciatore: 1

2013